# Julius Carl Raschdorff
Julius Carl Raschdorff (ur. 2 lipca 1823 w Pleß, zm. 13 sierpnia 1914 w Waldsieversdorf) – niemiecki architekt i nauczyciel akademicki. Jeden z czołowych niemieckich architektów II połowy XIX wieku. Przedstawiciel historyzmu. Głównym jego dziełem była katedra w Berlinie.

## Życiorys

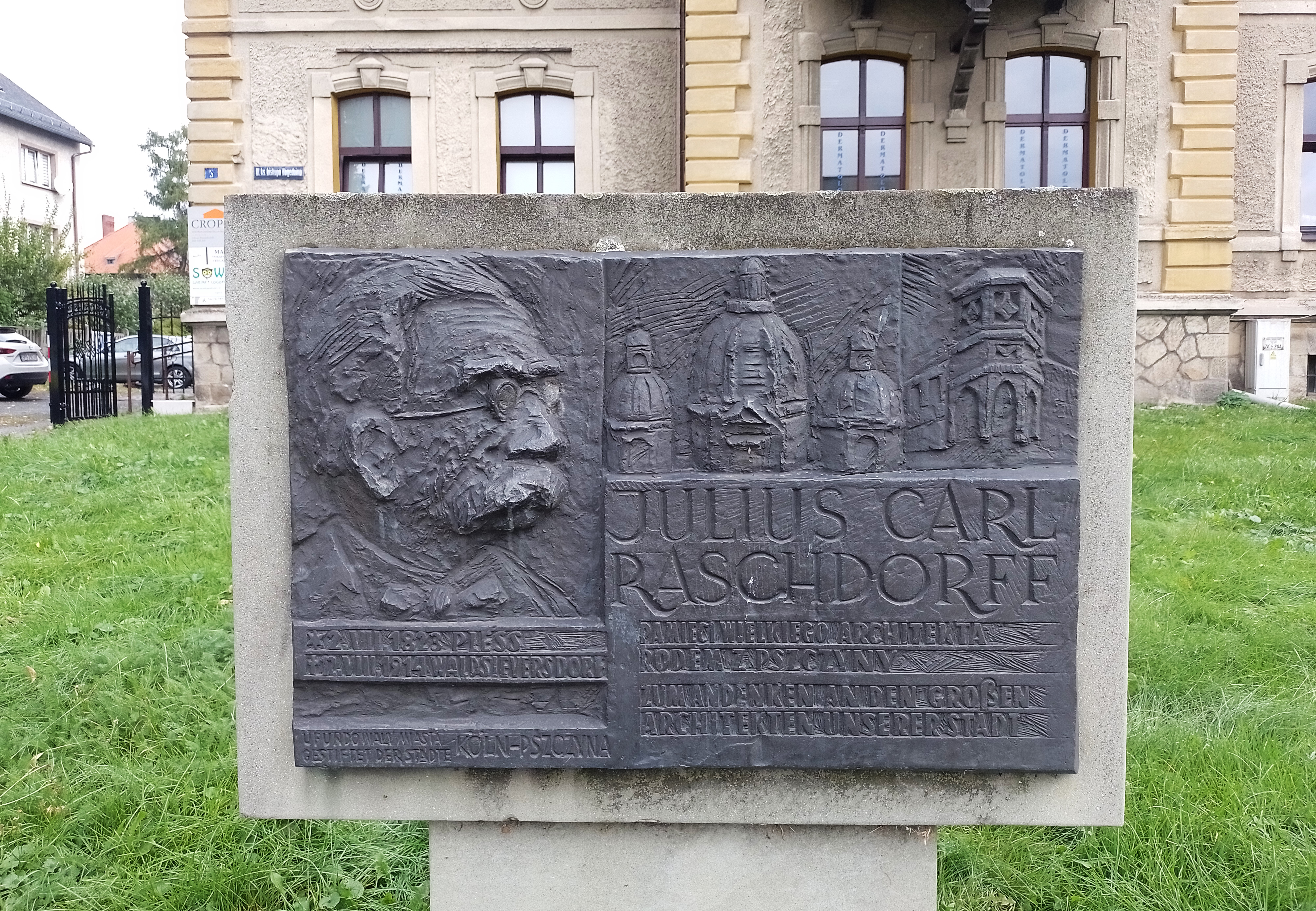
Tablica pamiątkowa w rodzinnym mieście Pszczyna

W 1842 roku Raschdorff uzyskał maturę w Gleiwitz. W latach 1845–1853 studiował na Berlińskiej Akademii Budownictwa. 1 listopada 1854 roku został mianowany zastępcą architekta miejskiego. Do 1878 pracował w Kolonii, gdzie zajmował się m.in. renowacją pałacu Gürzenich (1854−1859) i ratusza. Od 1864 roku pełnił funkcję architekta miejskiego. W 1872 roku zwolnił się z posady i rozpoczął działalność jako architekt prywatny. W 1856 roku na światowej wystawie w Paryżu Raschdorff wygłosił referat nt. nowych technik w budownictwie. W latach 1876–1880 wzniesiono według jego planów budynek Ständehaus w Düsseldorfie, w którym mieścił się pruski Sejmik prowincjonalny (Provinziallandtag) a później Landtag Nadrenii Północnej-Westfalii. W 1878 roku Raschdorff został profesorem budownictwa w Wyższej Szkole Technicznej w Charlottenburgu, gdzie wykładał aż do przejścia na emeryturę w 1914 roku.
Raschdorff zaprojektował ponad 220 budowli w Niemczech i krajach sąsiednich; budowę około 100 z nich nadzorował. W 1895 roku rzeźbiarz Adolf Brütt wykonał z brązu portret Raschdorffa, przeznaczony dla berlińskiej katedry (w budowie której też brał udział).
W latach 60. XX wieku imieniem Raschdorffa nazwano jedną z nowych ulic w Düsseldorfie.

## Dzieła

### Budowle

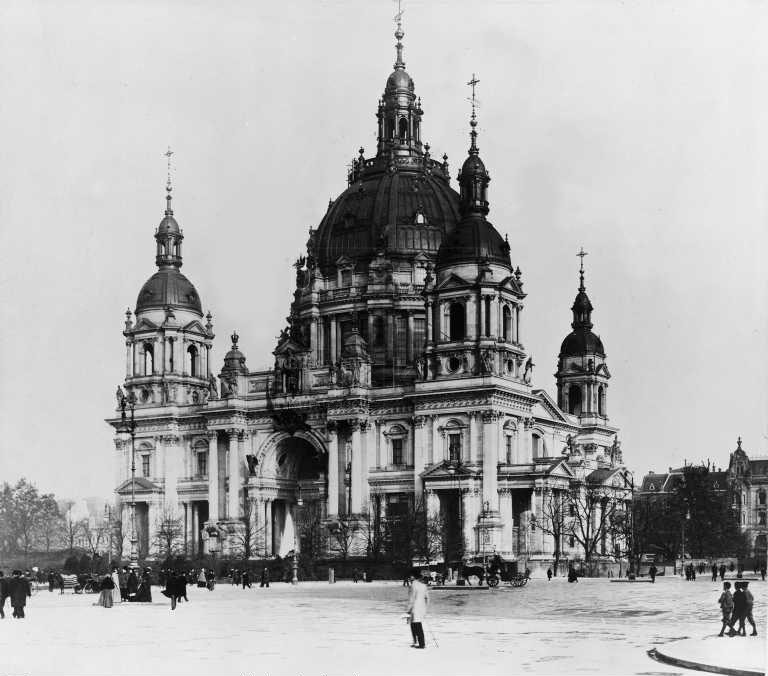
Katedra w Berlinie (ok. 1905)

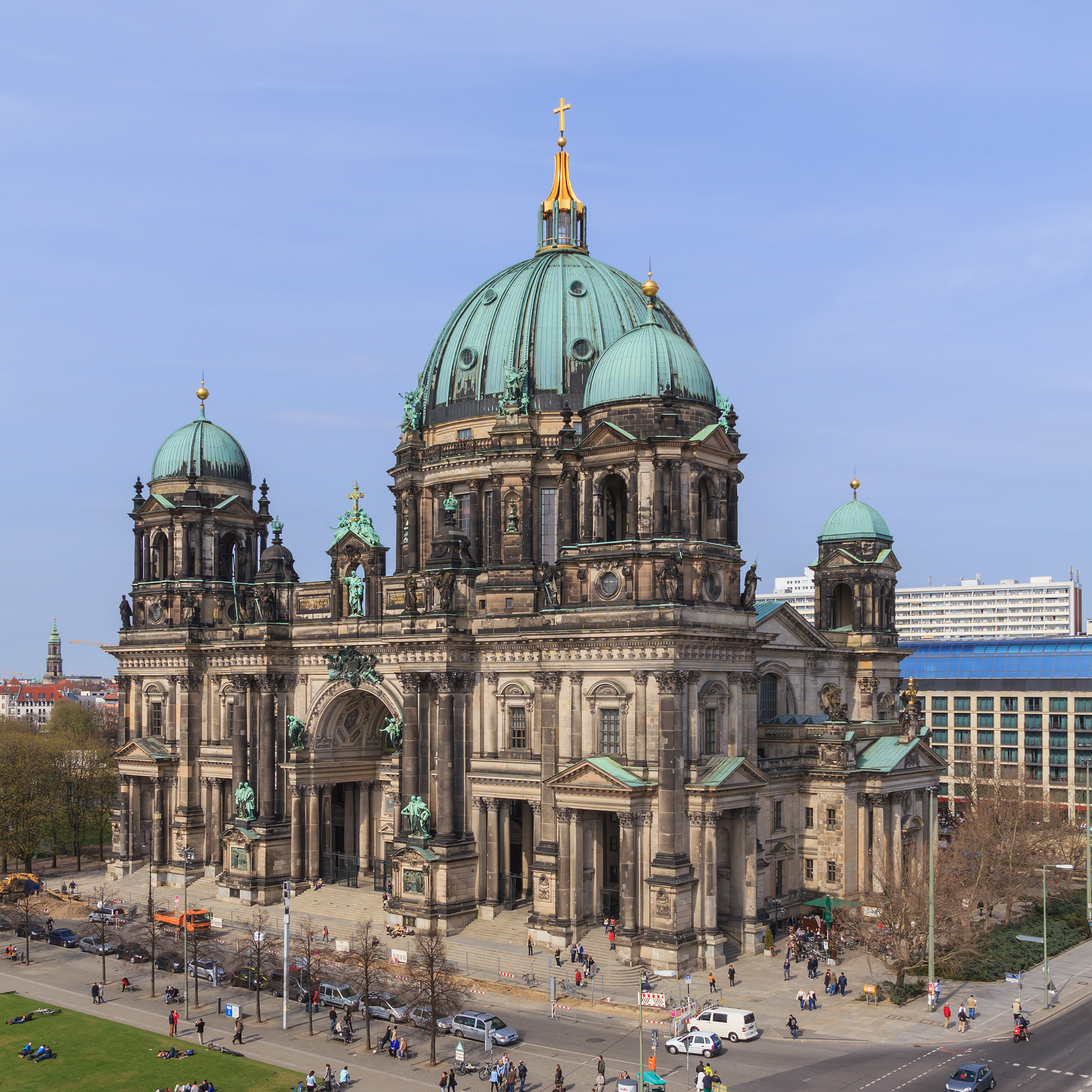
Katedra w Berlinie - widok z Humboldt Box (2013)

- 1871: Recepcja dworca kolejowego w Kyllburgu i Bitburgu
- 1876–1880: Ständehaus w Düsseldorfie
- 1877–1879: Villa Petershall dla fabrykanta tekstylnego Davida Petersa w Neviges
- 1879: Wieża kościoła niemieckiego w Sztokholmie
- 1880: Zeichenakademie w Hanau
- 1894–1905: Katedra w Berlinie (według bazyliki św. Piotra na Watykanie)
- 1886-1888: Kaplica grobowa rodziny grafa Hermana Traugotta von Arnim w Parku Mużakowskim w Łęknicy
- 1896–1897: Kościół Dobrego Pasterza w Świerklańcu (wówczas niem. Neudeck)
- Budynek Główny Wyższej Szkoły Technicznej w Charlottenburgu (wspólnie z Friedrichem Hitzigem i Richardem Lucae)
- Teatr Miejski przy Glockengasse w Kolonii (zniszczony w czasie II wojny światowej)
- Apostelgymnasium w Kolonii
- Neue Kirche (obecnie „Event-Kirche“) w Velbert-Langenberg

Łącznie Raschdorff zbudował 6 kościołów, 1 synagogę, 17 budynków szkolnych, 4 budynki szkół wyższych, 2 muzea, 2 biblioteki, 4 szpitale, 1 teatr, 2 ratusze, 7 dworców kolejowych, 7 zamków lub pałaców, 23 wille oraz 10 budynków mieszkalnych i siedzib przedsiębiorstw.

### Pisma
- Das Kaufhaus Gürzenich in Köln. Berlin 1863.